# Jacques Thommeret
Jacques Thommeret, né le 11 avril 1755 à Champsegré et guillotiné comme fédéraliste le 22 messidor an II à Paris, est un prêtre jureur français.

## Biographie
Après avoir aidé son oncle dans ses fonctions vicariales, Jacques Thommeret fut ensuite vicaire à Placé et à Alexain où il resta au moins douze ans. Au moment de la Révolution, il était curé de Noisy-le-Sec et il prêta serment à la Constitution civile du clergé. Il rédigea, à cette occasion, un Discours avant la prestation de son serment, conformément au décret de l’Assemblée nationale, qui sera imprimé dans la Feuille villageoise de Cerutti.
Très aimé de ses ouailles, il ne cachait pas, même dans les auberges et les maisons de jeux qu’il ne dédaignait pas de fréquenter, ses opinions girondines. Ceci lui avait valu une première arrestation le 3 pluviôse (22 janvier 1794), mais la municipalité l’avait libéré le lendemain même. Le 14 floréal (3 mai 1794), un employé au bureau de surveillance de la mairie l’entend à nouveau déplorer hautement l’arrestation des députés girondins par la Convention nationale, en présence de deux individus qui se vantaient d’avoir participé au massacre des prisons. Huit mois après, ces derniers le dénoncèrent comme fédéraliste :

« Étant à Noisy-le-Sec, le 10 juillet dernier, pour mettre à exécution un mandat d’amener, décerné contre un citoyen de l’endroit, nous entrâmes dans une auberge, afin d’attendre l’endroit propice à notre opération. Là nous trouvâmes le nommé Thomeray, curé de l’endroit, à table avec plusieurs citoyens… Il parloit des affaires et surtout contre le 31 mai… Il parloit contre les Jacobins… il peignait Marat et Robespierre comme des cannibales… Il faisait l’éloge de Vergniaud. »

Fort de son innocence, Thommeret s’empressa de se constituer prisonnier. Toute sa commune le réclamait. Ayant demandé à être mis en jugement, on écouta longuement ses dénonciateurs, mais sur sept témoins à décharge, on a soin de n’en entendre qu’un, qui était à peu près incapable de s’expliquer, étant incapable de parler. Lorsque les autres témoins demandèrent à être entendus, on leur répondit par des menaces. Thommeret réclama la parole et demanda à lire ses pièces de défense : « Tais-toi, scélérat, lui dit Dumas le rouge, qui présidait le tribunal, tu es un prêtre. », quoiqu’il eût prêté le serment de la Constitution civile. Deux hommes qui pouvaient le défendre se turent parce qu’ils convoitaient une maison qui lui appartenait. En sortant, ils eurent la lâche cruauté de saluer ironiquement la victime. Qualifié par l’accusateur public du Tribunal révolutionnaire Fouquier-Tinville, d’« ennemi de la République, un des plus zélés partisans de la faction liberticide du fédéralisme », Jacques Thommeret fut déclaré coupable le 22 messidor. Après avoir écouté de sang-froid son arrêt de mort, il porta, le même jour, ce calme sur l’échafaud.

## Publications
- Discours de M. Thommeret, curé de Noisy-le-Sec, avant la prestation de son serment, conformément au décret de l’Assemblée nationale. Réimprimé pour l’instruction des fidèles & l’exemple des pasteurs, Lille, Boubers 1791.
- Extrait des registres de l’Assemblée électorale du département de Paris, du 7 janvier 1791, Paris, Imprimerie de l’assemblée électorale, 1791.